# 로스트 인 스페이스 (영화)
《로스트 인 스페이스》(영어: Lost In Space)는 미국에서 제작된 스티븐 홉킨스 감독의 1998년 SF 모험 영화이다. 윌리엄 허트 등이 출연하였고, 마크 W. 쿠크 등이 제작에 참여하였다. 서기 2058년이 시간적 배경이다.

## 줄거리
2058년 지구는 심각한 오염과 오존층 파괴로 더 이상 사람이 살 수 없는 곳이 되어간다. 인류를 구하기 위해 유나이티드 글로벌 우주군은 로빈슨 가족을 우주선 주피터 2호에 태워 새로운 행성 알파 프라임에 하이퍼게이트 건설을 완료하는 임무를 맡긴다. 로빈슨 가족은 아버지 존, 어머니 모린, 장녀 주디, 둘째 페니, 그리고 천재 소년 막내 윌로 구성되어 있다. 하지만 이들의 여정은 순탄치 않다.
출발 직전 테러 조직 스파이인 의사 재커리 스미스가 우주선 로봇을 파괴하려다 배신당하고 기절한다. 깨어난 로봇은 항법 장치를 파괴하기 시작하고, 로빈슨 가족과 조종사 돈 웨스트는 힘을 합쳐 로봇을 제압하지만, 우주선은 통제 불능 상태로 태양을 향해 추락한다. 어쩔 수 없이 미지의 항로로 하이퍼 드라이브를 작동시킨 우주선은 우주의 외딴 행성으로 이동하게 된다.
우주선은 공간이 일그러진 궤도에서 버려진 두 척의 우주선을 발견한다. 그 중 하나는 지구선 프로테우스이고 다른 하나는 인간의 것이 아닌 것으로 보인다. 로빈슨 가족은 프로테우스에 탑승하고, 윌은 개조된 로봇을 조종한다. 이들은 프로테우스에서 알파 프라임으로 가는 항해 데이터, '블라프'라는 이상한 생명체, 이 배가 미래에서 왔다는 증거를 발견한다. 이때 거미와 유사한 생김새를 지닌 괴생물체들이 공격해 스미스를 할퀴고 로봇이 파손된다.
웨스트는 괴물을 없애기 위해 배를 파괴하고, 우주선은 인근 행성에 불시착한다. 윌은 이곳에서 시간 왜곡 현상이 나타나고 있으며 자신의 시간 여행 실험이 사실임을 깨닫는다. 존과 웨스트는 시간 왜곡 속에서 미래의 윌과 그가 재건한 로봇을 만난다. 미래의 윌은 거미 괴물들이 모린, 페니, 주디를 죽였으며 이 사태를 막기 위해 과거 지구로 돌아가 주피터 2호의 발사부터 저지할 생각에서 시간 여행 기계를 만드는 중이라고 말한다. 어린 윌과 스미스는 독자적으로 시간 왜곡 현상을 조사한다.
스미스는 윌을 속여 무기를 빼앗으려 하지만 거미 괴물로 변한 미래의 스미스에게 저지당한다. 미래의 스미스는 윌을 이용해 시간 여행 기계를 만들어 지구로 돌아가 거미들로 지구를 지배하려는 계획을 드러낸다. 존은 거미들이 부상당한 동족을 잡아먹는다는 점을 이용해 스미스의 알 주머니를 터뜨린다. 스미스의 거미 군단은 스미스를 잡아먹고, 스미스는 시간의 문으로 빨려 들어가 산산조각이 난다. 행성의 불안정으로 인해 주피터 2호는 이륙하지만, 탈출 속도에 도달하지 못하고 파괴될 위기에 처한다.
미래의 윌은 가족들을 구하기 위해 시간 여행 기계를 작동시켜 존을 가족에게 되돌려 보낸다. 하지만 기계 동력이 부족해 한 사람 이상은 감당할 수 없자, 미래의 윌은 가족들에게 작별을 고하고 파괴되는 행성 잔해에 맞아 죽는다. 존은 살아있는 가족과 재회한다.
행성의 중력을 탈출할 힘이 부족하다는 것을 깨달은 존은 행성 내부로 우주선을 몰아 중력 함정을 이용해 밖으로 튕겨 나가기로 한다. 이들은 성공하지만, 행성은 블랙홀로 변한다. 마지막으로 하이퍼드라이브를 작동시켜 블랙홀에서 탈출하고 프로테우스에서 얻은 항해 데이터를 이용해 알파 프라임으로 향하게 된다.

## 출연
- 윌리엄 허트 - 존 로빈슨 교수 역
- 미미 로저스 - 모린 로빈슨 교수 역
- 헤더 그레이엄 - 주디 로빈슨 박사 역
- 레이시 셔베어 - 페니 로빈슨 역
- 잭 존슨 - 윌 로빈슨 역
- 재러드 해리스 - 나이 먹은 윌 로빈슨 역
- 맷 러블롱크 - 돈 웨스트 소령 역
- 게리 올드먼 - 재커리 스미스 박사 역
- 레니 제임스 - 젭 워커 역
- 마크 고더드 - 장군 역
- 준 록하트 - 교장 역
- 마타 크리스틴 - 기자 1 역
- 에드워드 폭스 - 기자 2 역

## 기타 제작진
- 공동 제작: 팀 햄프턴
- 배역: 앨리슨 코윗, 마이크 펜턴, 메리 셀웨이
- 미술: 노먼 가우드
- 세트: 애너 피넉
- 의상: 빈 버넘

## 우리말 녹음
MBC 성우진
- 김관철 - 존 로빈슨 (윌리엄 허트)
- 장광 - 스미스 박사 (게리 올드먼)
- 윤소라 - 모린 (미미 로저스)
- 김일 - 웨스트 (맷 러블롱크)
- 최덕희 - 주디 (헤더 그레이엄)
- 박조호 - 로봇
- 엄현정 - 페니 (레이시 셔베어)
- 박선영 - 윌 (잭 존슨)
- 한규희
- 김용식
- 홍승옥
- 최원형
- 김호성
- 박소라
- 김용준